# Karin Boyeová
 Karin Maria Boye (26. října 1900, Göteborg – 24. dubna 1941, Alingsås) byla švédská básnířka a spisovatelka.
Karin Boyeová debutovala sbírkou poezie Moln (1922, Mraky). Po roce 1930 se připojila k hnutí Clarié a postupně se v její tvorbě začaly projevovat sociální motivy.
Později začala psát také romány. Napsala jich pět, Astarte z roku 1931 byl odměněn literární cenou. Nejznámějším jejím prozaickým dílem je antiutopistický román Kallocain, který má několik podobností s mnohem slavnější antiutopií 1984 George Orwella. Napsala jej v roce 1940 poté, co navštívila nacistické Německo.
Období mezi oběma světovými válkami autorka reflektovala do své tvorby. Na její psychice zanechalo takové psychické šrámy, že v roce 1941 spáchala sebevraždu..

## Literární dílo

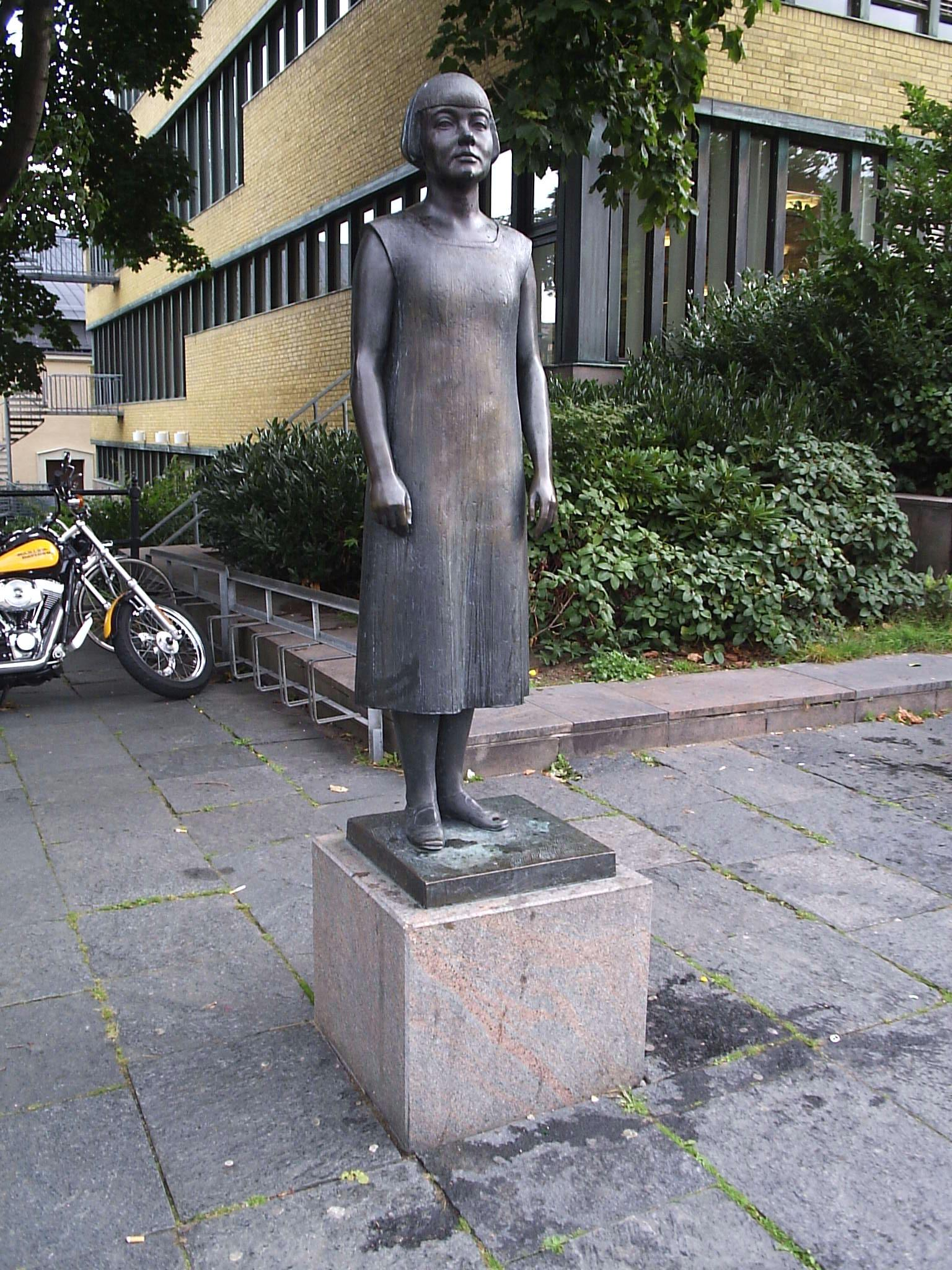
Socha Karin Boyeové v Göteborgu

### Romány
- Astarte, 1931
- Merit vaknar, 1933
- Kris, 1934
- För lite, 1936
- Kallocain, 1940

### Sbírky poezie
- Moln, 1922
- Gömda land, 1924
- Härdarna, 1927
- För trädets skull, 1935
- De sju dödssynderna och andra dikter, 1941 (publikoval posmrtně Hjalmar Gullberg)

## Česká vydání
- Kallocain, Svoboda, Praha 1982, přeložil Ivo Železný, znovu Odeon, Praha 1989